# Уингфилд, Ричард, 5-й виконт Пауэрскорт
Ричард Уингфилд, 5-й виконт Пауэрскорт (англ. Richard Wingfield, 5th Viscount Powerscourt; 11 сентября 1790 — 9 августа 1823) — англо-ирландский пэр.

## Биография
Родился 11 сентября 1790 года. Единственный сын Ричарда Уингфилда, 4-го виконта Пауэрскорта (1762—1809), и леди Кэтрин Мид (1795—1820), дочери Джона Мида, 1-го графа Клануильяма , и Теодосии Мэгилл.
19 июля 1809 года после смерти своего отца Ричард Уингфилд унаследовал титулы 5-го виконта Пауэрскорта из Пауэрскорта в графстве Уиклоу (Пэрство Ирландии) и 5-го барона Уингфилда из Уингфилда в графстве Уэксфорд (Пэрство Ирландии).
В 1821—1823 годах — ирландский пэр-представитель в Палате лордов Великобритании. В августе 1821 года лорд Пауэрскорт принимал короля Георга IV в своем семейном доме, Пауэрскорт-хаусе, в графстве Уиклоу. Его пребывание в Палате лордов было прервано его преждевременной смертью в 1823 году.

## Семья
Виконт Пауэрскорт был дважды женат. 6 февраля 1813 года в Дандолк-хаусе, графство Лаут, Ирландия, он женился первым браком на леди Фрэнсис Теодосии Джоселин (10 августа 1795 — 10 мая 1820), дочери Роберта Джоселина, 2-го графа Родена, и Фрэнсис Теодосии Блай. Дети от первого брака:
- Достопочтенная Кэтрин Энн Уингфилд (? — 25 декабря 1845)[1], в 1835 году она вышла замуж за преподобного Эндрю Годфри Стюарта (1812—1889), от брака с которым у неё шесть детей.
- Ричард Уингфилд, 6-й виконт Пауэрскорт (18 января 1815 — 11 августа 1844)[1].

После смерти своей первой жены Ричард Уингфилдн женился вторым браком на Теодосии Говард (1800 — 31 декабря 1836), дочери достопочтенного Хью Говарда и Кэтрин Блай, в августе 1822 года. Второй брак был бездетным.
Виконт Пауэрскорт скончался 9 августа 1823 года в возрасте 32 лет. Ему наследовал его единственный сын Ричард.